# Bitumne
Bitumne (ukrainisch Бітумне; russisch Битумное Bitumnoje – bis 1948: ukrainisch Кара-Кият/Kara-Kyjat; krimtatarisch Qara Qıyat) ist ein Dorf der Stadtrats Simferopol Simferopolska miska rada auf der Halbinsel Krim. Das Dorf hat 242 Einwohner gemäß der Volkszählung aus dem Jahr 2014. Bei der Volkszählung 2001 hatte das Dorf 221 Einwohner.

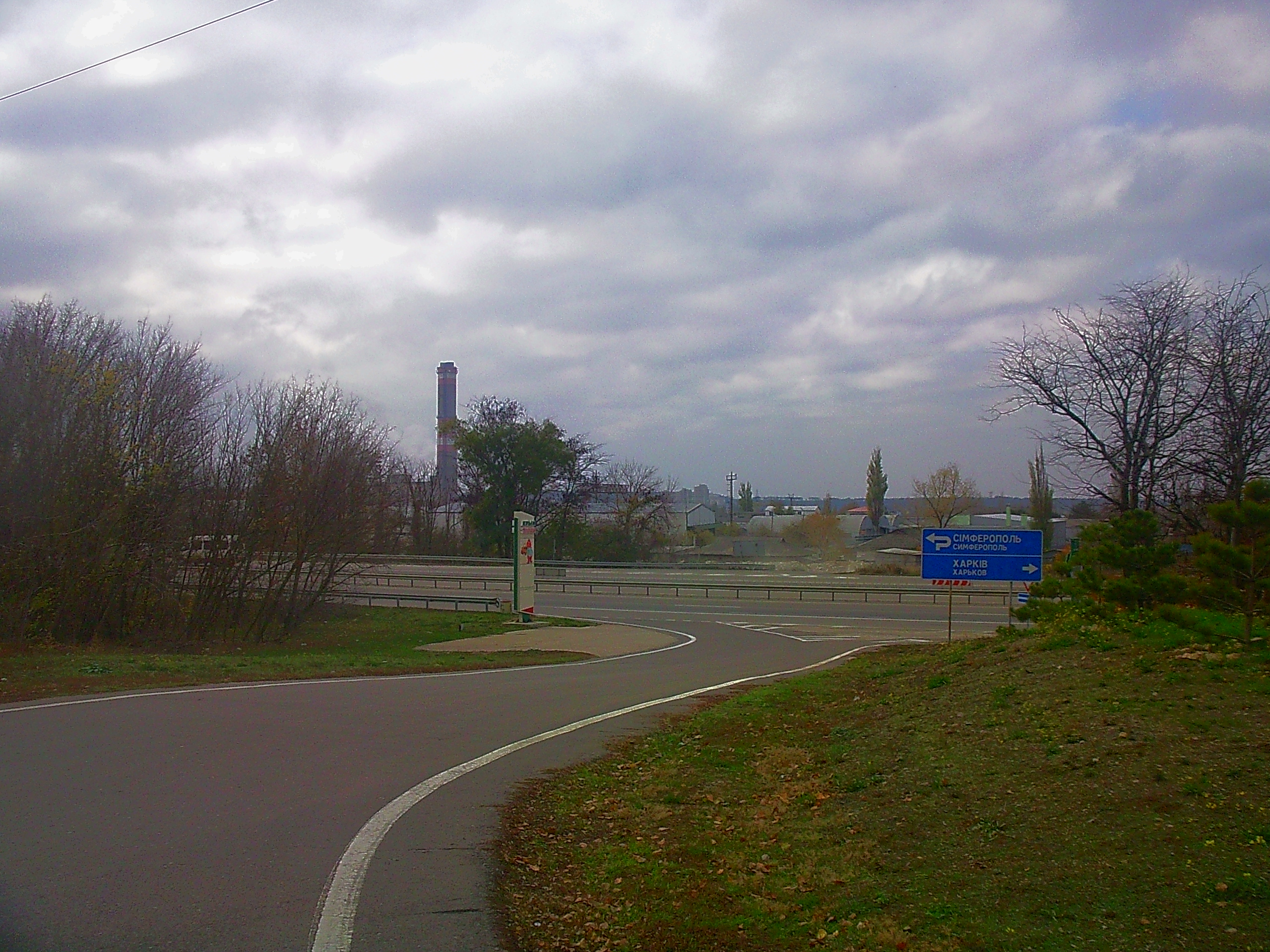
Blick auf den Ort